# دهستان جرجافک
دهستان جرجافک نام دهستانی در بخش مرکزی شهرستان زرند، استان کرمان در ایران است. براساس سرشماری مرکز آمار ایران در سال ۱۳۸۵، جمعیت آن ۲۳۸۲ نفر (۷۲۴ خانوار) بوده‌است.